# Gens du pays
Gens du pays est une chanson dont les paroles sont de Gilles Vigneault et la musique de Gaston Rochon et Gilles Vigneault. Elle est considérée par beaucoup de Québécois comme l'hymne national de facto du Québec,,.
Elle ne doit pas être confondue avec la chanson Les gens de mon pays du même auteur.

## Origine de la chanson
Cette pièce est composée par le poète Gilles Vigneault, en collaboration avec Gaston Rochon qui en coécrit la musique. Elle est écrite à la suite d'un défi lancé par Louise Forestier et Yvon Deschamps pour remplacer la chanson d'anniversaire Happy Birthday. Le manuscrit de la chanson est conservé au centre d'Archives nationales à Montréal de Bibliothèque et Archives nationales du Québec (BAnQ). Il se trouve au verso d'une portion déchirée d'une affiche d'un spectacle de Gilles Vigneault à la Place des Arts. Le texte comporte certaines différences avec les paroles qui seront chantées dans la version enregistrée de la chanson. À un endroit, par exemple, le poète a écrit « Dans les jardins du temps qui court ». À un autre, il a écrit « Aux jardins du temps à rebours ». La version enregistrée combine et complète ces deux versions : « Aux beaux jardins du temps qui court ». Le manuscrit est daté du « 15 mai 75 ».
Gens du pays est interprété pour la première fois le 20 juin 1975 par Gilles Vigneault, Louise Forestier et Yvon Deschamps dans le cadre du spectacle d'ouverture des Fêtes nationales de la Saint-Jean intitulé Happy Birthday, sur le mont Royal à Montréal,. Depuis, elle est jouée fréquemment aux cérémonies de la Fête nationale. Le refrain est de loin la partie la plus célèbre de la chanson qui dit « Gens du pays, c'est votre tour de vous laisser parler d'amour ». Également, cette chanson est interprétée à l'occasion du spectacle 1 fois 5 avec Gilles Vigneault, Claude Léveillée, Jean-Pierre Ferland, Yvon Deschamps et Robert Charlebois sur le mont-Royal le 23 juin 1976 devant plus de 400 000 personnes qui fut la première fois gravée sur un disque.
La chanson est également associée au Mouvement souverainiste du Québec et au parti souverainiste, le Parti québécois. Un bon exemple est celui du discours de concession de René Lévesque, après que les citoyens de la province eurent rejeté l'indépendance du Québec lors du référendum de 1980 au Québec, où la foule énorme qui était rassemblée pour l'entendre parler a scandé à la fin du discours et uni dans le chant Gens du pays comme symbole de force et d'unité et pour montrer que, même s'ils avaient perdu le référendum, ils n'avaient pas perdu leur rêve d'un Québec indépendant.

## Paroles
Le temps qu'on a pris pour dire : « Je t'aime »

C'est le seul qui reste au bout de nos jours

Les vœux que l'on fait, les fleurs que l'on sème

Chacun les récolte en soi-même

Aux beaux jardins du temps qui court

(refrain)

Gens du pays, c'est votre tour

De vous laisser parler d'amour

Gens du pays, c'est votre tour

De vous laisser parler d'amour

Le temps de s'aimer, le jour de le dire

Fond comme la neige aux doigts du printemps

Fêtons de nos joies, fêtons de nos rires

Ces yeux où nos regards se mirent

C'est demain que j'avais vingt ans

refrain

Le ruisseau des jours aujourd'hui s'arrête

Et forme un étang où chacun peut voir

Comme en un miroir, l'amour qu'il reflète

Pour ces cœurs à qui je souhaite

Le temps de vivre nos espoirs

2× refrain

## Autres usages
Au Québec, cette chanson est souvent chantée lors des célébrations d'anniversaires. Le refrain est souvent modifié pour ces occasions :
Mon cher ami (ou Ma chère amie), c'est à ton tour
De te laisser parler d'amour.
Le mot ami est en général remplacé par le prénom de la personne fêtée.
Également, lors des funérailles de René Lévesque, ancien premier ministre et ex-chef du Parti québécois, les personnes rassemblées en dehors de l'église ont entonné la chanson : « Mon cher René, c'est à ton tour, de te laisser parler d'amour. »